# Parc d'État de LeFleur's Bluff
Le parc d'État de LeFleur's Bluff est un parc d'État des États-Unis situé à LeFleur's Bluff, en limite de la ville de Jackson dans l'État du Mississippi près de l'autoroute Interstate 55.
Le parc d'État de LeFleur's Bluff est un territoire protégé notamment en raison de sa beauté naturelle, de son intérêt historique ou de son utilisation à des fins récréatives (camping, pêche, pique-nique, bateaux, randonnées à pied ou à bicyclette sur des pistes plus ou moins difficiles). 
Le parc permet d'accéder au muséum d'histoire naturelle de la ville de Jackson.
Le parc d'État de LeFleur's Bluff porte le nom de Louis LeFleur, l'explorateur et trappeur canadien-français qui établit un poste de traite et de commerce à cet endroit, sur un promontoire dominant la rive de la rivière aux Perles, au cours du XVIIIe siècle à l'époque de la Louisiane française. Ce poste établi sur la piste Natchez, fut un lieu d'échanges avec les Amérindiens et devint un village. Après la vente de la Louisiane par Napoléon Ier aux Américains, le lieu devint, au cours du XIXe siècle, la ville actuelle de Jackson.